# Ами и Амиль
«Ами́ и Ами́ль» — средневековая французская поэма о неразлучных друзьях.
Поэма сохранилась в единственной рукописи, написана десятисложным стихом; лессы связаны ассонансами, каждая лесса заканчивается коротким стихом.

## Содержание
Ами и Амиль родились в разных семьях и в совсем разных землях, но в один и тот же день и выросли похожими, словно близнецы (их путают даже собственные жёны). Они встречаются, став юношами, и отныне их связывает нерасторжимая дружба. Оба участвуют в войне Карла Великого с бретонцами. Ами женится на Лубии (Lubias), злобной мегере, отравляющей ему жизнь. Амиль становится любовником Белиссанты, дочери императора. Чтобы не опозорить девушку, на которую донёс предатель Ардре (дядя Лубии), Ами подменяет друга на судебном поединке и побеждает. Однако поскольку все его принимают за Амиля, по воле императора он вынужден жениться на Белиссанте. За это он поражён проказой. Вскоре друзья опять меняются местами, и Амиль счастливо живёт с молодой женой, тогда как Лубия прогоняет прокажённого мужа. Ами открывается в видении, что он может вылечиться, омывшись в крови детей Амиля. Амиль узнаёт об этом и убивает сыновей, Ами исцеляется, но дети чудесным образом возвращаются к жизни. В дальнейшем на обратном пути из Иерусалима друзья заболевают и умирают в один день.
Продолжение — «Журдан де Блев», о внуке Ами.

## Происхождение
В основу произведения была положена, вероятно, какая-то монастырская легенда (зафиксирована в латинском стихотворном послании Рауля ле Туртье (Тортария), написанном около 1109 года, то есть раньше, чем поэма, затем в латинском же житии Vita sanctorum Amici et Amelii, в «Зерцале» Винсента из Бове и многих других литературных памятниках XII и XIII веков). Эта легенда, по всей видимости, имеет фольклорное происхождение.

## Издания
- Hofmann К. Amis et Amiles und Jourdains de Blaivies. Zwei altfranzösische Heldengedichte des kerlingischen Sagenkreiser. Nach der Pariser Handschrift zum ersten Male herausgegeben. Erlangen, 1852.
- То же, изд. 2-е — Erlangen, 1882.
- Ami et Amile, chanson de geste publiée par P.F.Dembowski. Paris, 1969 (CFMA, № 97).